# Dorfkirche Lischeid

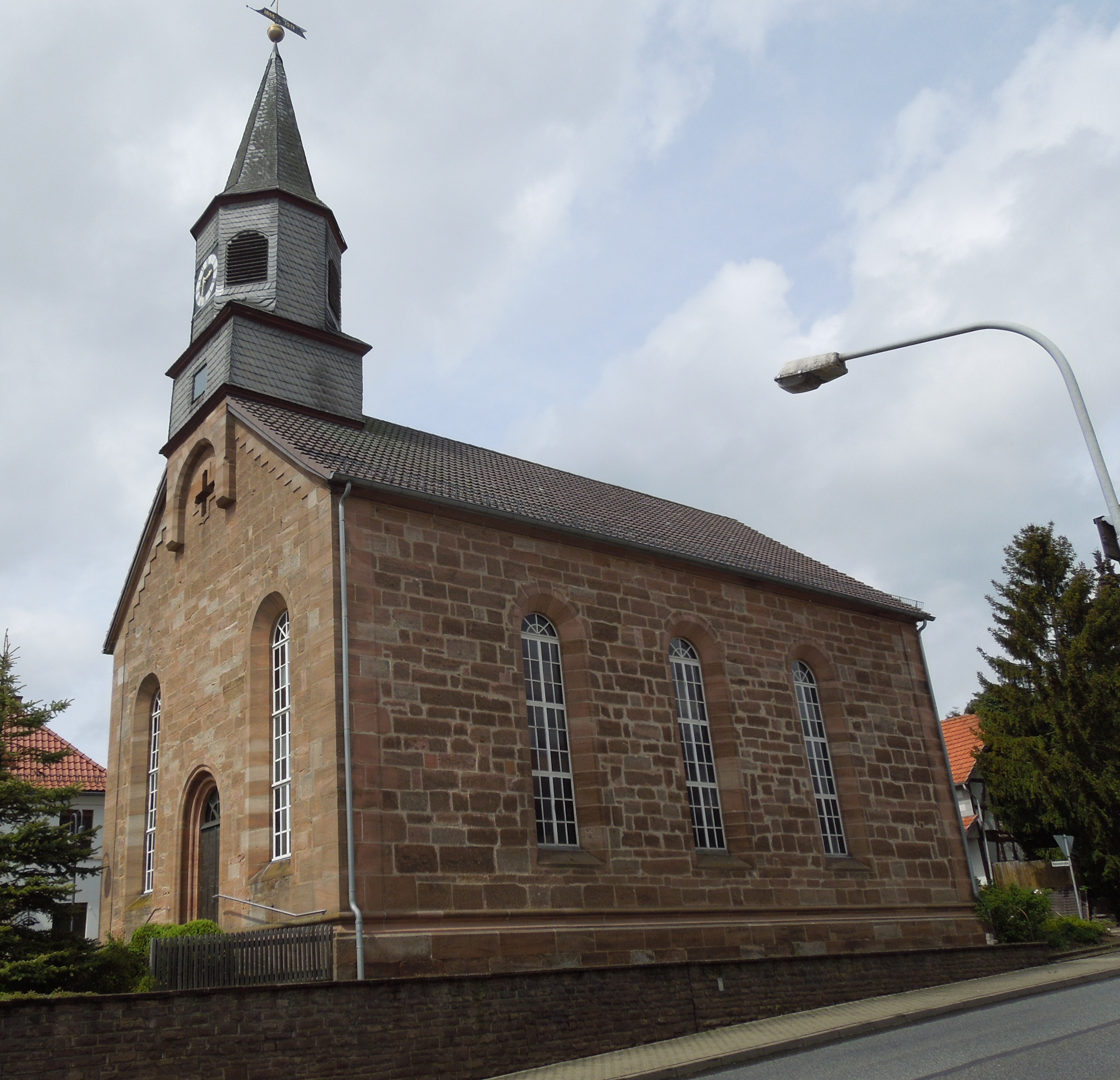
Dorfkirche Lischeid

Die evangelische Dorfkirche Lischeid ist ein denkmalgeschütztes Kirchengebäude, das traufständig an der Lischeider Straße in Lischeid, einem Ortsteil der Gemeinde Gilserberg im Schwalm-Eder-Kreis in Hessen steht. Die Kirchengemeinde gehört zum Kirchenkreis Schwalm-Eder im Sprengel Marburg der Evangelischen Kirche von Kurhessen-Waldeck.

## Beschreibung
Die spätklassizistische Saalkirche wurde 1855 nach einem Entwurf von Landbaumeister Johann Friedrich Wilhelm Selig gebaut. Das Kirchenschiff mit drei Jochen ist mit einem Satteldach bedeckt, aus dem sich im Südwesten ein quadratischer, schiefergedeckter Dachreiter mit einem achteckigen Aufsatz erhebt, der den Glockenstuhl und die Turmuhr beherbergt. Der Innenraum hat Emporen an drei Seiten. Die Glasmalereien der Fenster stammen von Erhardt Jakobus Klonk. Die Orgel mit sieben Registern, einem Manual und einem Pedal wurde 1878 von Georg Friedrich Wagner gebaut. Sie wurde 1968 durch die Werner Bosch Orgelbau umgebaut.